# Fojba (luna)
Fojba (starogrško Φοίβη, latinizirano: Foíbe) je nepravilni naravni satelit Saturna iz Nordijske skupine.

## Odkritje in imenovanje
Luno Fojbo je odkril William Henry Pickering 17. marca 1899 na fotografskih ploščah, ki so bile narejene že 16. marca 1898 v observatoriju Arequipa (Peru). Posnetek je naredil DeLisle Stewart. To je bil prvi satelit, ki so ga odkrili s pomočjo fotografije. Imenovali so jo po Fojbi (Titanki) iz grške mitologije.

## Fizikalne lastnosti
Luna Fojba je bila več kot 100 let od Saturna najbolj oddaljeni znani satelit dokler niso v letu 2000 odkrili še veliko manjših satelitov. Fojba je 4-krat bolj odddaljena od Saturna kot njena najbližja soseda luna Japet. 

Luna Fojba je skoraj okrogla. Njen povprečni premer je okoli 1/15 premera Lune. Okoli svoje osi se zavrti vsakih 9 ur, Saturn pa obkroži v 18 mesecih. Temperatura na njeni površini je samo 75 K.
Predvideva se, da je luna sestavljena iz kamnin (50%). Notranje Saturnove lune vsebujejo samo 35% kamnin. Zaradi tega predvidevajo, da je luna Fojba v resnici ujeti Kentaver. 
Material, ki ga zaradi padcev meteorjev odnese s površine, verjetno povzroča temno površino na luni Hiperion. Možno je tudi, da so vse manjše lune (pod 10 km v premeru), nastale ob trkih večjih teles na luno Fojbo.

## Površina
Površina lune Fojbe je polna kraterjev. Nekateri kraterji imajo premer tudi do 80 km. Eden med njimi ima stene visoke 16 km. Fojba ima majhen albedo (0,06), kar pomeni, da ima kot saje temno površino. Zaradi izredno temne površine so dolgo mislili, da je ujeti karbonatni asteroid. Te vrste asteroidov bi lahko bile sestavljene iz snovi, ki je sestavljala prvotno snov, iz katere je nastalo Sonce. Posnetki sonde Cassini-Huygens so pokazali, da so kraterji različno svetli. To pomeni, da je pod površino veliko vodnega ledu. Temna površina je verjetno debela od 300 do 500 m. Razen tega so na površini odkrili velike količine ogljikovega dioksida, kar se nikoli ne najde na asteroidih. 